# Radiació de neutrons

Poder de penetració de diferents tipus de radiació: alfa, beta, gamma i neutrons

La radiació de neutrons és una forma de radiació ionitzant que es presenta com a neutrons lliures. Els fenòmens típics són la fissió nuclear o la fusió nuclear que provoquen l'alliberament de neutrons lliures, que després reaccionen amb nuclis d'altres àtoms per formar nous nuclids, que, al seu torn, poden provocar més radiació de neutrons. Els neutrons lliures són inestables, decaint en un protó, un electró i un antineutrino electrònic. Els neutrons lliures tenen una vida mitjana de 887 segons (14 minuts, 47 segons).
La radiació de neutrons és diferent de la radiació alfa, beta i gamma.

### Radiació de neutrons de fissió
Els neutrons dels reactors nuclears es classifiquen generalment com a neutrons lents (tèrmics) o neutrons ràpids depenent de la seva energia. Els neutrons tèrmics són similars en la distribució d'energia (la distribució de Maxwell-Boltzmann ) a un gas en equilibri termodinàmic ; però són fàcilment capturats pels nuclis atòmics i són el mitjà principal pel qual els elements experimenten transmutació nuclear.
Per aconseguir una reacció en cadena de fissió eficaç, els neutrons produïts durant la fissió han de ser capturats per nuclis fissionables, que després es divideixen, alliberant més neutrons. En la majoria dels dissenys de reactors de fissió, el combustible nuclear no està prou refinat per absorbir prou neutrons ràpids per dur a terme la reacció en cadena, a causa de la secció transversal més baixa per als neutrons de major energia, de manera que s'ha d'introduir un moderador de neutrons per frenar els neutrons ràpids. a velocitats tèrmiques per permetre una absorció suficient. Els moderadors de neutrons comuns inclouen el grafit, l'aigua normal (lleugera) i l'aigua pesada. Alguns reactors (reactors de neutrons ràpids) i totes les armes nuclears depenen de neutrons ràpids.

### Neutrons cosmogènics
Els neutrons cosmogènics, els neutrons produïts a partir de la radiació còsmica a l'atmosfera o la superfície de la Terra i els produïts en acceleradors de partícules poden tenir una energia significativament més elevada que les que es troben als reactors. La majoria activen un nucli abans d'arribar a terra; uns quants reaccionen amb els nuclis de l'aire. Les reaccions amb nitrogen-14 condueixen a la formació de carboni-14 (14C), molt utilitzat en la datació amb radiocarboni.

## Usos
La radiació de neutrons freda, tèrmica i calenta s'utilitza més habitualment en experiments de dispersió i difracció, per avaluar les propietats i l'estructura dels materials en cristal·lografia, física de la matèria condensada, biologia, química de l'estat sòlid, ciència dels materials, geologia, mineralogia i ciències relacionades. La radiació de neutrons també s'utilitza a la teràpia de captura de neutrons de bor per tractar tumors cancerosos a causa de la seva naturalesa altament penetrant i perjudicial per a l'estructura cel·lular. Els neutrons també es poden utilitzar per obtenir imatges de peces industrials anomenades radiografia de neutrons quan s'utilitza pel·lícula, radioscòpia de neutrons quan es pren una imatge digital, com ara plaques d'imatge, i tomografia de neutrons per a imatges tridimensionals. La imatge de neutrons s'utilitza habitualment a la indústria nuclear, la indústria espacial i aeroespacial, així com la indústria d'explosius d'alta fiabilitat.